# Pump and Dump

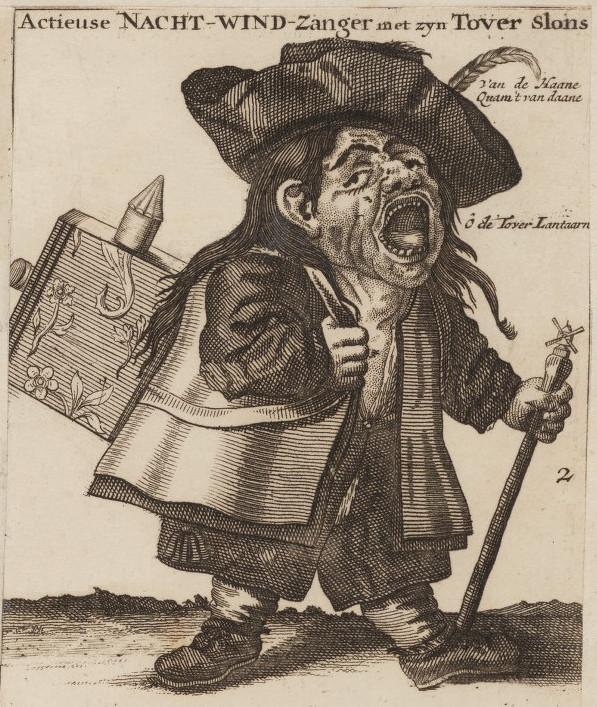
Карикатура, изображающая низкорослого биржевого промоутера с проектором «волшебный фонарь» на спине и открытым ртом, как будто он поет или торгуется

Pump & Dump, или памп и дамп (с англ. — «накачать и сбросить») — схема манипулятивного повышения курса на рынках ценных бумаг, криптовалют или иных подобных активов с последующим их сильным обвалом. В основу заложена попытка увеличить стоимость при помощи ложных, ничем не обоснованных рекомендаций.

## История
Данная стратегия появилась на американском рынке грошовых акций.
Схема Pump & Dump успешно отработала в начале 2000-х годов, когда мошеннические организации на фоне всеобщего интереса к фондовому рынку накачивали («пампили») акции дешёвых компаний, привлекая к ним внимание доверчивых инвесторов, а позже, в течение короткого времени, сбрасывали все накопленные ранее активы.

## Примеры

### Стреттон Окмонт
В начале 1990-х брокерский дом Стреттон Окмонт искусственно увеличил стоимость принадлежавших ему дешёвых акций при помощи распространения ложно-положительной информации с целью продать по более высокой цене.

### Джонатан Лебед
В эпоху пузыря доткомов начала 2000-х, когда лихорадка на фондовом рынке была в самом разгаре и многие люди проводили большое количество времени на досках объявлений в Интернете, 15-летний молодой человек по имени Джонатан Лебед организовал успешный Pump & dump в онлайне. Джонатан покупал грошовые бумаги и затем рекламировал их на досках объявлений, чтобы повысить к ним интерес и вскоре продать по более высокой цене. В результате таких действий Джонатану удавалось получать значительную прибыль, при этом инвесторы оставались с акциями, которые по сути ничего не стоили.

### Enron
В апреле 2001 года, до момента банкротства, американская энергетическая корпорация Enron участвовала в схеме Pump & Dump: использовав сомнительные методы бухгалтерского учёта, Enron продемонстрировала ложные показатели прибыли, тем самым повысив стоимость своих акций. 29 представителей компании продали акции по завышенной цене на сумму более миллиарда долларов, прежде чем корпорация объявила о своём банкротстве.

### Park Financial Group
В апреле 2007 года американская Комиссия по ценным бумагам и биржам (SEC) предъявила обвинения в адрес брокерской компании Park Financial Group. Причиной обвинения стало расследование событий 2002—2003 годов, когда компания использовала в своей деятельности схему pump&dump.

## Распространение на рынке криптовалют
Из-за отсутствия регуляции рынка криптовалют в большинстве стран, на сервисах обмена криптовалют распространились схемы манипуляции курсом Pump & Dump. Как и на фондовом рынке, в афере два действующих лица — трейдер-промоутер и трейдер-инвестор. Трейдер-промоутер — организатор схемы манипуляции, делящийся «инсайдерской» информацией и трейдер-инвестор — привлечённый промоутером, как правило, неопытный участник, который должен поверить в предоставляемую информацию.
Издание Business Insider опубликовало своё расследование Pump & Dump, в котором осветило основные источники взаимодействия промоутеров с инвесторами. Основным каналом привлечения является мессенджер Telegram (популярность данного канала, прежде всего, обусловлена использованием в приложении end-to-end шифрования, позволяющего участникам сохранять анонимность).
Для расследования «Бизнес инсайдер» отобрал ряд популярных криптосообществ — таких, как PumpKing Community, Crypto4Pumps, We Pump и AltTheWay и другие. Сообщества публикуют призывы об организованной скупке (памп) какой-либо криптовалюты с целью привлечь внешних покупателей и продаже (дамп) её в несколько раз дороже. Сам процесс пампа и дампа организован следующим образом: участникам, состоящим в группах Телеграм, заранее сообщают время проведения пампа, дают ссылку, где будут проходить торги, затем в назначенное время выходит сообщение с призывом о покупке криптовалюты, что провоцирует пользователей одновременно покупать. Таким образом, цена криптовалюты резко увеличивается, а через время падает до отметки ниже, чем была в самом начале.
27 ноября 2017 года площадка Bittrex обновила условия обслуживания, дополнив их правилами в отношении организации пампов и дампов: аккаунты, которые будут замешаны в подобной деятельности, будут заблокированы, а информация о них будет передана в соответствующие органы.

## Освещение в кинематографе
Схема манипуляции pump&dump была освещена в нескольких фильмах — «Бойлерная» и «Волк с Уолл-стрит» (2013).